# Bishtazhin
Bishtazhin (albanska: Bishtazhin, serbiska: Bistražin) är en by i Kosovo. Den ligger i kommunen Gjakova. Enligt den senaste folkräkningen år 2011 fanns det 429 invånare.

## Demografi
| Demografi | 2011 |
| --------- | ---- |
| albaner   | 429  |